# Barna Hedenhös (TV-serie)
Barna Hedenhös är en svensk (stillbilds)animerad TV-serie i 16 avsnitt från 1962 baserad på Bertil Almqvists böcker om Barna Hedenhös. 

## Handling
Inlandsisen har hunnit flytta sig en bit upp i Sverige, djur och människor kommer vandrande nerifrån Europa. Familjen Hedenhös är bland de första att slå sig ner i landet, den består av pappa Ben, mamma Knota, barnen Flisa och Sten. De har också med sig urhunden Urax och kon Mura. Familjen är med om många spännande äventyr.

## Om serien

### Säsong 1
Serien sändes första gången i TV 30 oktober 1962.

### Säsong 2
En ny säsong spelades in 1972 då tretton avsnitt var planerade, men på grund av Almqvists hastiga död blev bara tio delar klara.[källa behövs] Berättare är Gunnar Björnstrand. Den nya serien premiärvisades på TV1 den 21 januari–25 mars 1973.
De tio avsnitten sändes 1976 i repris i barnprogramsblocket Halv fem.

## Avsnitt

### Säsong 1
1. Flyttningen till stockholmen
2. Resan till Egypten
3. Sten och Flisa upptäcker Amerika
4. Vinterresor i Sverige
5. Med bananbåt till Kanarieöarna
6. Ut i världsrymden[3]

### Säsong 2
1. Hedenhösarna bosätter sig i Sverige
2. Hedenhösarna lever grottliv
3. Hedenhösarna grundlägger Stockholm
4. Resan till Egypten
5. I Egypten
6. Hedenhösarna upptäcker Amerika
7. Hedenhösarna hos indianerna
8. Sten och Flisa på egna äventyr i Amerika
9. Hedenhösarna flyger i luften
10. Hedenhösarna hemma igen[4]

## Utgivning
Den andra säsongen av serien gavs ut på VHS och DVD 2006.